# Parhaplothrix sulphureus
Parhaplothrix sulphureus är en skalbaggsart som beskrevs av Stefan von Breuning 1954. Parhaplothrix sulphureus ingår i släktet Parhaplothrix och familjen långhorningar. Inga underarter finns listade i Catalogue of Life.